# Résultats de la primaire présidentielle du Parti républicain américain de 2008
Cet article contient les résultats des primaires du parti républicain aux États-Unis, en vue de l'élection présidentielle de 2008.

## Carte

Résultats au 20 mai 2008.

## Résumé
| |                              | Rudy Giuliani        | Mike Huckabee | Duncan Hunter       | John McCain | Ron Paul            | Mitt Romney | Fred Thompson |
| --- | ---------------------------- | -------------------- | ------------- | ------------------- | ----------- | ------------------- | ----------- | ------------- |
| |                              |                      |               |                     |             |                     |             |               |
| Total des délégués 1477/2380                                                                                 | Total des délégués 1477/2380 | (1)                  | (267)         | 0                   | 1367        | 21                  | (274)       | (9)           |
| Super-délégués 51/463                                                                                        | Super-délégués 51/463        | 0                    | 38            | –                   | 124         | –                   | -           | –             |
| Délégués assignés 1426/1917                                                                                  | Délégués assignés 1426/1917  | (1)                  | 229           | 0                   | 1243        | 21                  | (274)       | (9)           |
| |                              |                      |               |                     |             |                     |             |               |
| 3 janvier | Iowa 37/40                   | 4 %                  | 34 % (17)     | 1 %                 | 13 % (3)    | 10 % (2)            | 25 % (12)   | 13 % (3)      |
| 5 janvier | Wyoming 12/14 (28)           | 0 %                  | 0 %           | 8 % (1)             | 0 %         | 0 %                 | 67 % (8)    | 25 % (3)      |
| 8 janvier | New Hampshire 12 (24)        | 9 %                  | 11 % (1)      | 1 %                 | 37 % (7)    | 8 %                 | 32 % (4)    | 1 %           |
| 15 janvier                                                                                                   | Michigan 30 (60)             | 3 %                  | 16 % (1)      | 0 %                 | 30 % (5)    | 6 %                 | 39 % (24)   | 4 %           |
| 19 janvier                                                                                                   | Nevada 31                    | 4 % (1)              | 8 % (2)       | 2 %                 | 13 % (4)    | 14 % (4)            | 51 % (18)   | 8 % (2)       |
| 19 janvier                                                                                                   | Caroline du Sud 24 (44)      | 2 %                  | 30 % (5)      | 0 %                 | 33 % (19)   | 4 %                 | 15 %        | 16 %          |
| 25 janvier 5 février                                                                                         | Hawaï 20                     | –                    | –             | –                   | –           | –                   | –           | –             |
| 29 janvier                                                                                                   | Floride 57                   | 15 %                 | 14 %          | –                   | 36 % (57)   | 3 %                 | 31 %        | –             |
| 2 février | Maine 21                     | –                    | 6 %           | –                   | 21 %        | 19 %                | 52 % (18)   | –             |
| 5 février | Alabama 48                   | –                    | 41 % (14)     | –                   | 37 % (13)   | 3 %                 | 18 %        | –             |
| 5 février | Alaska 29                    | –                    | 22 % (6)      | –                   | 15 % (3)    | 17 % (5)            | 44 % (12)   | –             |
| 5 février | Arizona 53                   | –                    | 9 %           | –                   | 47 % (53)   | 4 %                 | 34 %        | –             |
| 5 février | Arkansas 34                  | –                    | 60 % (26)     | –                   | 20 % (1)    | 5 %                 | 13 % (1)    | –             |
| 5 février | Californie 173               | –                    | 9 %           | –                   | 42 % (56)   | 4 %                 | 32 % (3)    | –             |
| 5 février | Colorado 46                  | –                    | 13 %          | –                   | 19 %        | 8 %                 | 59 % (46)   | –             |
| 5 février | Connecticut 27               | –                    | 7 %           | –                   | 52 % (27)   | 4 %                 | 33 %        | –             |
| 5 février | Dakota du Nord 26            | –                    | 20 % (5)      | –                   | 23 % (5)    | 21 % (5)            | 36 % (8)    | –             |
| 5 février | Delaware 18                  | –                    | 15 %          | –                   | 45 % (18)   | 4 %                 | 33 %        | –             |
| 5 février | Géorgie 72                   | –                    | 34 % (45)     | –                   | 32 % (3)    | 3 %                 | 30 %        | –             |
| 5 février | Illinois 70                  | –                    | 17 %          | –                   | 47 % (54)   | 5 %                 | 29 % (2)    | –             |
| 5 février | Massachusetts 43             | –                    | 4 %           | –                   | 41 % (17)   | 3 %                 | 51 % (21)   | –             |
| 5 février | Minnesota 41                 | –                    | 20 %          | –                   | 22 %        | 16 %                | 42 % (41)   | –             |
| 5 février | Missouri 58                  | –                    | 32 %          | –                   | 33 % (58)   | 4 %                 | 29 %        | –             |
| 5 février | Montana 25                   | –                    | 15 %          | –                   | 22 %        | 25 %                | 38 % (25)   | –             |
| 5 février | New Jersey 52                | –                    | 8 %           | –                   | 55 % (52)   | 5 %                 | 28 %        | –             |
| 5 février | New York 101                 | –                    | 11 %          | –                   | 51 % (101)  | 6 %                 | 28 %        | –             |
| 5 février | Oklahoma 41                  | –                    | 33 % (6)      | –                   | 37 % (32)   | 6 %                 | 25 %        | –             |
| 5 février | Tennessee 55                 | –                    | 34 % (25)     | –                   | 31 % (19)   | 6 %                 | 24 % (8)    | –             |
| 5 février | Utah 36                      | –                    | 1 %           | –                   | 5 %         | 3 %                 | 90 % (36)   | –             |
| 5 février | Virginie-Occidentale 30      | –                    | 52 % (18)     | –                   | 1 %         | 0                   | 47 % (1)    | –             |
| 9 février | Kansas 39                    | –                    | 30 % (33)     | –                   | 24 %        | 11 %                | 3 %         | –             |
| 9 février | Louisiane 20/44              | –                    | 43 %          | –                   | 42 %        | 5 %                 | 7 %         | –             |
| 9 février | Washington 18/37             | –                    | 24 %          | –                   | 26 %        | 21 %                | 16 %        | –             |
| 12 février                                                                                                   | District de Columbia 16      | –                    | 17 %          | –                   | 68 % (16)   | 8 %                 | 6 %         | –             |
| 12 février                                                                                                   | Maryland 37                  | –                    | 30 %          | –                   | 55 % (9)    | 6 %                 | 6 %         | –             |
| 12 février                                                                                                   | Virginie 63                  | –                    | 41 %          | –                   | 50 % (60)   | 5 %                 | 3 %         | –             |
| 19 février                                                                                                   | Wisconsin 37                 | –                    | 37 %          | –                   | 55 % (31)   | 5 %                 | 2 %         | –             |
| 19 février                                                                                                   | Washington 19/37             | –                    | 21 %          | –                   | 49 % (16)   | 7 %                 | 19 %        | –             |
| 23 février                                                                                                   | American Samoa 6             | –                    | –             | –                   | (6)         | –                   | –           | –             |
| 23 février                                                                                                   | Îles Mariannes du Nord 9     | –                    | 4,30 %        | –                   | 91,30 % (9) | 4,30 %              | –           | –             |
| 24 février                                                                                                   | Puerto Rico 20               | –                    | 5 %           | –                   | 90 % (20)   | 4 %                 | –           | –             |
| 4 mars | Ohio 85                      | –                    | 31 %          | –                   | 60 %        | 5 %                 | –           | –             |
| 4 mars | Rhode Island 17              | –                    | 22 % (4)      | –                   | 65 % (13)   | 7 %                 | –           | –             |
| 4 mars | Texas 137                    | –                    | 38 % (16)     | –                   | 51 % (80)   | 5 %                 | –           | –             |
| 4 mars | Vermont 17                   | –                    | 14 %          | –                   | 72 % (17)   | 7 %                 | –           | –             |
| 8 mars | Guam 6                       | –                    | –             | –                   | 100 % (6)   | -                   | –           | –             |
| 11 mars | Mississippi                  | –                    | –             | –                   | 79 % (36)   | 4 %                 | –           | –             |
| 22 avril | Pennsylvanie                 | –                    | –             | –                   | 73 %        | 16 %                | –           | –             |
| 6 mai | Caroline du Nord             | –                    | –             | –                   | 74 % (53)   | 7 %                 | –           | –             |
| 6 mai | Indiana                      | –                    | –             | –                   | 78 % (27)   | 8 %                 | –           | –             |
| 10 mai | Wyoming 2                    | –                    | –             | –                   | –           | –                   | –           | –             |
| 13 mai | Nebraska                     | –                    | –             | –                   | 87 %        | 13 %                | –           | –             |
| 13 mai | Virginie-Occidentale         | –                    | –             | –                   | 76 %        | 5 % (6)             | –           | –             |
| 20 mai | Kentucky                     | –                    | –             | –                   | 76 % (42)   | 7 %                 | –           | –             |
| 20 mai | Oregon                       | –                    | –             | –                   | 81 % (23)   | 15 % (4)            | –           | –             |
| 27 mai | Idaho                        | –                    | –             | –                   | 70 % (17)   | 24 % (6)            | –           | –             |
| 3 juin | Dakota du Sud                | –                    | –             | –                   | –           | –                   | –           | –             |
| 3 juin | Nouveau-Mexique              | –                    | –             | –                   | –           | –                   | –           | –             |
| \| Légende : \| \| 1re place (délégués) \| \| 2e place (délégués) \| \| 3e place (délégués) \| \| Abandon \| |                              |                      |               |                     |             |                     |             |               |
| Légende : |                              | 1re place (délégués) |               | 2e place (délégués) |             | 3e place (délégués) |             | Abandon       |

## Résultats par délégation
(Les délégations sont classées dans l'ordre chronologique de tenue de leurs primaires)

### Iowa
- Caucus : 3 janvier
- Délégués nationaux : 40, dont 3 super-délégués sans affiliation à un candidat.

Le 3 janvier, les électeurs élisent les délégués lors des caucuses de circonscriptions. Le scrutin est ouvert aux électeurs de l'Iowa enregistrés comme républicains (l'Iowa comptait 2 054 843 électeurs, dont 30 % de républicains). Ce vote n'est pas contraignant : les délégués peuvent ensuite voter pour qui ils le veulent, mais ils se sentent en général obligés de le faire suivant les désirs des participants aux caucuses. Le 1er mars, lors des conventions de comté, ces délégués élisent les délégués aux conventions de districts et à la convention de l'État. Aux caucuses des conventions de districts, entre le 13 et le 15 juin, 15 délégués nationaux sont alloués aux candidats, à la proportionnelle. À la convention de l'État du 14 juin, 22 délégués nationaux leur sont proportionnellement alloués, et 3 super-délégués sans affiliation sont choisis parmi les officiels du parti.
L'allocation officielle des délégués ne sera donc décidée que le 15 juin.
| Caucus républicain de l'Iowa, 2008, | Caucus républicain de l'Iowa, 2008, | Caucus républicain de l'Iowa, 2008, | Caucus républicain de l'Iowa, 2008, |
| Candidat                            | Votes                               | %                                   | Délégués nationaux potentiels       |
| ----------------------------------- | ----------------------------------- | ----------------------------------- | ----------------------------------- |
| Mike Huckabee                       | 40 841                              | 34,41 %                             | 17                                  |
| Mitt Romney                         | 29 949                              | 25,23 %                             | 12                                  |
| Fred Thompson                       | 15 904                              | 13,40 %                             | 3                                   |
| John McCain                         | 15 559                              | 13,11 %                             | 3                                   |
| Ron Paul                            | 11 817                              | 9,96 %                              | 2                                   |
| Rudy Giuliani                       | 4 097                               | 3,45 %                              | 0                                   |
| Duncan Hunter                       | 524                                 | 0,44 %                              | 0                                   |
| Tom Tancredo                        | 5                                   | 0,00 %                              | 0                                   |
| Sans affiliation                    |                                     |                                     | 3                                   |
| Total                               | 118 696                             | 100,0 %                             | 40                                  |

Tom Tancredo a reçu des suffrages, bien qu'il se soit retiré de l'investiture le 20 décembre 2007. Selon le site de campagne d'Alan Keyes, ses voix ne furent pas prises en compte par le parti républicain de l'Iowa.

### Wyoming
- Caucus : 5 janvier
- Délégués nationaux : 14

Seuls les électeurs inscrits dans le Wyoming comme républicains peuvent participer à la primaire républicaine. Le Wyoming compte 263 083 électeurs, dont 62 % enregistrés comme républicains.
Le comité national républicain a retiré au Wyoming la moitié de ses délégués pour avoir organisé ses primaires avant le 5 février, contrairement au règlement du parti.
Le 5 janvier, 12 délégués nationaux sont désignés. Les deux derniers délégués sont désignés lors de la convention de l'État, les 30 et 31 mai.
| Conventions républicaines du Wyoming, 2008, | Conventions républicaines du Wyoming, 2008, | Conventions républicaines du Wyoming, 2008, | Conventions républicaines du Wyoming, 2008, |
| Candidat                                    | Votes                                       | %                                           | Délégués nationaux (estimation)             |
| ------------------------------------------- | ------------------------------------------- | ------------------------------------------- | ------------------------------------------- |
| Mitt Romney                                 | 13                                          | 66,7 %                                      | 8                                           |
| Fred Thompson                               | 4                                           | 25,0 %                                      | 3                                           |
| Duncan Hunter                               | 2                                           | 8,3 %                                       | 1                                           |
| John McCain                                 | 1                                           | 0,00 %                                      | 0                                           |
| Mike Huckabee                               | 0                                           | 0,00 %                                      | 0                                           |
| Ron Paul                                    | 0                                           | 0,00 %                                      | 0                                           |
| Rudy Giuliani                               | 0                                           | 0,00 %                                      | 0                                           |
| Sans affiliation                            | 4                                           | 0,00 %                                      | 0                                           |
| Total                                       | 24                                          | 100,0 %                                     | 12                                          |

### New Hampshire
- Caucus : 8 janvier
- Délégués nationaux : 12

Tout électeur inscrit dans le New Hampshire peut participer à la primaire républicaine (mais uniquement à celle-ci : un électeur ne peut pas participer à la fois à la primaire démocrate et la primaire républicaine). Le New Hampshire compte 850 836 électeurs, dont 30 % enregistrés comme républicains.
Le comité national républicain a retiré au New Hampshire la moitié de ses délégués pour avoir organisé ses primaires avant le 5 février, contrairement au règlement du parti.
Les 12 délégués nationaux sont alloués aux candidats à la proportionnelle des suffrages reçus.
| Primaires républicaines du New Hampshire, 2008, | Primaires républicaines du New Hampshire, 2008, | Primaires républicaines du New Hampshire, 2008, | Primaires républicaines du New Hampshire, 2008, |
| Candidat                                        | Votes                                           | %                                               | Délégués nationaux                              |
| ----------------------------------------------- | ----------------------------------------------- | ----------------------------------------------- | ----------------------------------------------- |
| John McCain                                     | 86 802                                          | 37,19 %                                         | 7                                               |
| Mitt Romney                                     | 73 806                                          | 31,62 %                                         | 4                                               |
| Mike Huckabee                                   | 26 035                                          | 11,16 %                                         | 1                                               |
| Rudy Giuliani                                   | 20 054                                          | 8,59 %                                          | 0                                               |
| Ron Paul                                        | 17 831                                          | 7,64 %                                          | 0                                               |
| Fred Thompson                                   | 2 808                                           | 1,2 %                                           | 0                                               |
| Duncan Hunter                                   | 1 195                                           | 0,51 %                                          | 0                                               |
| Alan Keyes                                      | 203                                             | 0,09 %                                          | 0                                               |
| Autres                                          | 591                                             | 0,20 %                                          | 0                                               |
| Total                                           | 232 654                                         | 100,00 %                                        | 12                                              |

### Michigan
- Caucus : 15 janvier
- Délégués nationaux : 30

Tout électeur inscrit dans le Michigan peut participer à la primaire républicaine (mais uniquement à celle-ci : un électeur ne peut pas participer à la fois à la primaire démocrate et la primaire républicaine). Le Michigan compte 850 836 électeurs, dont 30 % enregistrés comme républicains.
Le comité national républicain a retiré au Michigan la moitié de ses délégués pour avoir organisé ses primaires avant le 5 février, contrairement au règlement du parti.
Initialement, 45 délégués nationaux devaient être partagés entre les candidats avec le plus de suffrages dans chacun des 15 districts électoraux et 12 autres alloués à la proportionnelle des suffrages reçus sur l'ensemble de l'État. 3 super-délégués sans affiliation devaient être désignés à la convention de l'État, les 15 et 16 février.
| Primaires républicaines du Michigan, 2008, | Primaires républicaines du Michigan, 2008, | Primaires républicaines du Michigan, 2008, | Primaires républicaines du Michigan, 2008, |
| Candidat                                   | Votes                                      | %                                          | Délégués nationaux                         |
| ------------------------------------------ | ------------------------------------------ | ------------------------------------------ | ------------------------------------------ |
| Mitt Romney                                | 337 847                                    | 39 %                                       | 22                                         |
| John McCain                                | 257 521                                    | 30 %                                       | 5                                          |
| Mike Huckabee                              | 139 699                                    | 16 %                                       | 1                                          |
| Ron Paul                                   | 54 434                                     | 6 %                                        | 0                                          |
| Fred Thompson                              | 32 135                                     | 4 %                                        | 0                                          |
| Rudy Giuliani                              | 24 706                                     | 3 %                                        | 0                                          |
| Sans affiliation                           | 17 971                                     | 2 %                                        | 0                                          |
| Duncan Hunter                              | 2 823                                      | 0 %                                        | 0                                          |
| Total                                      | 867 136                                    | 100 %                                      | 28                                         |

### Caroline du Sud
- Primaire : 19 janvier

| South Carolina Republican presidential primary, 2008 | South Carolina Republican presidential primary, 2008 | South Carolina Republican presidential primary, 2008 | South Carolina Republican presidential primary, 2008 | South Carolina Republican presidential primary, 2008 |
| Candidat                                             | Candidat                                             | Votes                                                | %                                                    | Délégués nationaux                                   |
| ---------------------------------------------------- | ---------------------------------------------------- | ---------------------------------------------------- | ---------------------------------------------------- | ---------------------------------------------------- |
| John McCain                                          | John McCain                                          | 143,224                                              | 33 %                                                 | 19                                                   |
| Mike Huckabee                                        | Mike Huckabee                                        | 128,908                                              | 30 %                                                 | 5                                                    |
| Fred Thompson                                        | Fred Thompson                                        | 67,897                                               | 16 %                                                 | 0                                                    |
| Mitt Romney                                          | Mitt Romney                                          | 64,970                                               | 15 %                                                 | 0                                                    |
| Ron Paul                                             | Ron Paul                                             | 15,773                                               | 4 %                                                  | 0                                                    |
| Rudy Giuliani                                        | Rudy Giuliani                                        | 9,112                                                | 2 %                                                  | 0                                                    |
| Duncan Hunter                                        | Duncan Hunter                                        | 1,035                                                | 0 %                                                  | 0                                                    |
| Total                                                | Total                                                | 430,919                                              | 100 %                                                | 24                                                   |

Après les résultats médiocres obtenus depuis le caucus de l'Iowa et confirmés lors de cette primaire, Duncan Hunter annonce le retrait de sa candidature à l'élection présidentielle. Il est suivi le 22 janvier par Fred Thompson.

### Nevada
- Primaire : 19 janvier
- Nombre de délégués nationaux : 31

| Caucus républicain du Nevada, 2008 | Caucus républicain du Nevada, 2008 | Caucus républicain du Nevada, 2008 | Caucus républicain du Nevada, 2008 | Caucus républicain du Nevada, 2008 |
| Candidat                           | Candidat                           | Votes                              | %                                  | Nombre de délégués                 |
| ---------------------------------- | ---------------------------------- | ---------------------------------- | ---------------------------------- | ---------------------------------- |
| Mitt Romney                        | Mitt Romney                        | 22,649                             | 51,10 %                            | 18                                 |
| Ron Paul                           | Ron Paul                           | 6,087                              | 13,73 %                            | 4                                  |
| John McCain                        | John McCain                        | 5,651                              | 12,75 %                            | 4                                  |
| Mike Huckabee                      | Mike Huckabee                      | 3,616                              | 8,16 %                             | 2                                  |
| Fred Thompson                      | Fred Thompson                      | 3,521                              | 7,94 %                             | 2                                  |
| Rudy Giuliani                      | Rudy Giuliani                      | 1,910                              | 4,31 %                             | 1                                  |
| Duncan Hunter                      | Duncan Hunter                      | 890                                | 2,01 %                             | 0                                  |
| Total                              | Total                              | 44,324                             | 100,0 %                            | 31                                 |

### Hawaii
- Primaire : 25 janvier - 5 février

### Floride
- Primaire : 29 janvier

Le comité national républicain a retiré à la Floride la moitié de ses délégués pour avoir organisé ses primaires avant le 5 février, contrairement au règlement du parti.
Initialement, 114 délégués nationaux devaient être partagés entre les candidats. Ils ne sont finalement que 57.
| Primaire républicaine de Floride, 2008 100 % des suffrages décomptés | Primaire républicaine de Floride, 2008 100 % des suffrages décomptés | Primaire républicaine de Floride, 2008 100 % des suffrages décomptés | Primaire républicaine de Floride, 2008 100 % des suffrages décomptés | Primaire républicaine de Floride, 2008 100 % des suffrages décomptés |
| Candidat                                                             | Candidat                                                             | Votes                                                                | Pourcentage                                                          | Délégués nationaux                                                   |
| -------------------------------------------------------------------- | -------------------------------------------------------------------- | -------------------------------------------------------------------- | -------------------------------------------------------------------- | -------------------------------------------------------------------- |
| John McCain                                                          | John McCain                                                          | 689,300                                                              | 36,04 %                                                              | 57                                                                   |
| Mitt Romney                                                          | Mitt Romney                                                          | 593,028                                                              | 31,01 %                                                              | 0                                                                    |
| Rudy Giuliani                                                        | Rudy Giuliani                                                        | 279,873                                                              | 14,63 %                                                              | 0                                                                    |
| Mike Huckabee                                                        | Mike Huckabee                                                        | 258,290                                                              | 13,50 %                                                              | 0                                                                    |
| Ron Paul                                                             | Ron Paul                                                             | 61,759                                                               | 3,23 %                                                               | 0                                                                    |
| Fred Thompson                                                        | Fred Thompson                                                        | 22,110                                                               | 1,16 %                                                               | 0                                                                    |
| Alan Keyes                                                           | Alan Keyes                                                           | 3,980                                                                | 0,21 %                                                               | 0                                                                    |
| Duncan Hunter                                                        | Duncan Hunter                                                        | 2,770                                                                | 0,14 %                                                               | 0                                                                    |
| Tom Tancredo                                                         | Tom Tancredo                                                         | 1,542                                                                | 0,08 %                                                               | 0                                                                    |
| Total                                                                | Total                                                                | 1,912,652                                                            | 100,00 %                                                             | 57                                                                   |

À la suite de son score décevant durant ces primaires, Rudy Giuliani se retire de la course présidentielle et apporte son soutien à John McCain.

### Maine
- Caucus : 2 février
- Nombre nationaux de délégués : 18

| Caucus républicain de l'État du Maine, 2008 | Caucus républicain de l'État du Maine, 2008 | Caucus républicain de l'État du Maine, 2008 | Caucus républicain de l'État du Maine, 2008 | Caucus républicain de l'État du Maine, 2008 |
| Candidat                                    | Candidat                                    | Votes                                       | Pourcentage                                 | Délégués nationaux                          |
| ------------------------------------------- | ------------------------------------------- | ------------------------------------------- | ------------------------------------------- | ------------------------------------------- |
| Mitt Romney                                 | Mitt Romney                                 | 2,502                                       | 51,91 %                                     | 18                                          |
| John McCain                                 | John McCain                                 | 1,019                                       | 21,14 %                                     | 0                                           |
| Ron Paul                                    | Ron Paul                                    | 901                                         | 18,69 %                                     | 0                                           |
| Mike Huckabee                               | Mike Huckabee                               | 281                                         | 5,83 %                                      | 0                                           |
| Fred Thompson                               | Fred Thompson                               | 4                                           | 0,08 %                                      | 0                                           |
| Rudy Giuliani                               | Rudy Giuliani                               | 3                                           | 0,06 %                                      | 0                                           |
| Alan Keyes                                  | Alan Keyes                                  | 1                                           | 0,02 %                                      | 0                                           |
| John H. Cox                                 | John H. Cox                                 | 0                                           | 0,00 %                                      | 0                                           |
| Duncan Hunter                               | Duncan Hunter                               | 0                                           | 0,00 %                                      | 0                                           |
| Autres                                      | Autres                                      | 9                                           | 0,19 %                                      | 0                                           |
| Sans                                        | Sans                                        | 100                                         | 2,07 %                                      | 0                                           |
| Total                                       | Total                                       | 4,820                                       | 100,00 %                                    | 18                                          |

### Alabama
- Primaire : 5 février
- Nombre de délégués nationaux: 45

| Alabama Republican presidential primary, 2008 | Alabama Republican presidential primary, 2008 | Alabama Republican presidential primary, 2008 | Alabama Republican presidential primary, 2008 | Alabama Republican presidential primary, 2008 |
| Candidat                                      | Candidat                                      | Votes                                         | Pourcentage                                   | Délégués nationaux                            |
| --------------------------------------------- | --------------------------------------------- | --------------------------------------------- | --------------------------------------------- | --------------------------------------------- |
| Mike Huckabee                                 | Mike Huckabee                                 | 230,608                                       | 40,90 %                                       | 20                                            |
| John McCain                                   | John McCain                                   | 210,989                                       | 37,42 %                                       | 16                                            |
| Mitt Romney                                   | Mitt Romney                                   | 103,295                                       | 18,32 %                                       | 0                                             |
| Ron Paul                                      | Ron Paul                                      | 15,454                                        | 2,74 %                                        | 0                                             |
| Rudy Giuliani                                 | Rudy Giuliani                                 | 2,224                                         | 0,39 %                                        | 0                                             |
| autres                                        | autres                                        | 1,252                                         | 0,22 %                                        | 0                                             |
| Total                                         | Total                                         | 563,822                                       | 100,00 %                                      | 36                                            |

### Alaska
- Caucus : 5 février
- Nombre de délégués nationaux: 26

| Caucus républicain de l'Alaska, 2008 | Caucus républicain de l'Alaska, 2008 | Caucus républicain de l'Alaska, 2008 | Caucus républicain de l'Alaska, 2008 | Caucus républicain de l'Alaska, 2008 |
| Candidat                             | Candidat                             | Votes                                | Pourcentage                          | Délégués nationaux                   |
| ------------------------------------ | ------------------------------------ | ------------------------------------ | ------------------------------------ | ------------------------------------ |
| Mitt Romney                          | Mitt Romney                          | 5,126                                | 44,00 %                              | 12                                   |
| Mike Huckabee                        | Mike Huckabee                        | 2,548                                | 22,00 %                              | 6                                    |
| Ron Paul                             | Ron Paul                             | 1,955                                | 17,00 %                              | 5                                    |
| John McCain                          | John McCain                          | 1,804                                | 15,00 %                              | 3                                    |
| autres                               | autres                               | 187                                  | 2 %                                  | 0                                    |
| Total                                | Total                                |                                      |                                      | 26                                   |

### Arizona
- Primaire : 5 février
- Nombre de délégués nationaux: 53

| Primaire républicaine de l'Arizona, 2008 | Primaire républicaine de l'Arizona, 2008 | Primaire républicaine de l'Arizona, 2008 | Primaire républicaine de l'Arizona, 2008 | Primaire républicaine de l'Arizona, 2008 |
| Candidat                                 | Candidat                                 | Votes                                    | Pourcentage                              | Délégués nationaux                       |
| ---------------------------------------- | ---------------------------------------- | ---------------------------------------- | ---------------------------------------- | ---------------------------------------- |
| John McCain                              | John McCain                              | 227,764                                  | 48 %                                     | 53                                       |
| Mitt Romney                              | Mitt Romney                              | 163,967                                  | 34 %                                     | 0                                        |
| Mike Huckabee                            | Mike Huckabee                            | 43,118                                   | 9 %                                      | 0                                        |
| Ron Paul                                 | Ron Paul                                 | 20,197                                   | 4 %                                      | 0                                        |
| Rudy Giuliani                            | Rudy Giuliani                            | 12,716                                   | 3 %                                      | 0                                        |
| Total                                    | Total                                    | 467,762                                  | 100,00 %                                 | 53                                       |

### Arkansas
- Primaire : 5 février
- Nombre de délégués nationaux : 31

| Primaire républicaine de l'Arkansas, 2008 | Primaire républicaine de l'Arkansas, 2008 | Primaire républicaine de l'Arkansas, 2008 | Primaire républicaine de l'Arkansas, 2008 | Primaire républicaine de l'Arkansas, 2008 |
| Candidat                                  | Candidat                                  | Votes                                     | Pourcentage                               | Délégués nationaux                        |
| ----------------------------------------- | ----------------------------------------- | ----------------------------------------- | ----------------------------------------- | ----------------------------------------- |
| Mike Huckabee                             | Mike Huckabee                             | 130,541                                   | 60 %                                      | 29                                        |
| John McCain                               | John McCain                               | 44,091                                    | 20 %                                      | 1                                         |
| Mitt Romney                               | Mitt Romney                               | 29,359                                    | 14 %                                      | 1                                         |
| Ron Paul                                  | Ron Paul                                  | 10,401                                    | 5 %                                       | 0                                         |
| Autres                                    | Autres                                    | 993                                       | 1 %                                       | 0                                         |
| Rudy Giuliani                             | Rudy Giuliani                             | 625                                       | 0 %                                       | 0                                         |
| Total                                     | Total                                     | 216,010                                   | 100,00 %                                  | 31                                        |

### Californie
- Primaire : 5 février
- Nombre de délégués nationaux : 155

| Primaire républicaine de Californie, 2008 | Primaire républicaine de Californie, 2008 | Primaire républicaine de Californie, 2008 | Primaire républicaine de Californie, 2008 | Primaire républicaine de Californie, 2008 |
| Candidat                                  | Candidat                                  | Votes                                     | Pourcentage                               | Délégués nationaux                        |
| ----------------------------------------- | ----------------------------------------- | ----------------------------------------- | ----------------------------------------- | ----------------------------------------- |
| John McCain                               | John McCain                               | 959,900                                   | 42 %                                      | 149                                       |
| Mitt Romney                               | Mitt Romney                               | 801,568                                   | 34 %                                      | 6                                         |
| Mike Huckabee                             | Mike Huckabee                             | 272,638                                   | 12 %                                      | 0                                         |
| Rudy Giuliani                             | Rudy Giuliani                             | 115,778                                   | 5 %                                       | 0                                         |
| Ron Paul                                  | Ron Paul                                  | 99,545                                    | 4 %                                       | 0                                         |
| Total                                     | Total                                     |                                           | 100,00 %                                  | 155                                       |

### Colorado
- Caucus : 5 février
- Nombre de délégués nationaux : 22

Le Colorado désignera encore 21 autres délégués durant des conventions de districts en mai et juin 2008
| Primaire républicaine du Colorado, 2008 | Primaire républicaine du Colorado, 2008 | Primaire républicaine du Colorado, 2008 | Primaire républicaine du Colorado, 2008 | Primaire républicaine du Colorado, 2008 |
| Candidat                                | Candidat                                | Délégués d'état                         | Pourcentage                             | Délégués nationaux                      |
| --------------------------------------- | --------------------------------------- | --------------------------------------- | --------------------------------------- | --------------------------------------- |
| Mitt Romney                             | Mitt Romney                             | 33,288                                  | 60 %                                    | 22                                      |
| John McCain                             | John McCain                             | 10,621                                  | 19 %                                    | 0                                       |
| Mike Huckabee                           | Mike Huckabee                           | 7,266                                   | 13 %                                    | 0                                       |
| Ron Paul                                | Ron Paul                                | 4,670                                   | 8 %                                     | 0                                       |
| Total                                   | Total                                   | 55,845                                  | 100,00 %                                | 22                                      |

### Connecticut
- Primaire : 5 février
- Nombre de délégués nationaux : 27

| Primaire républicaine du Connecticut | Primaire républicaine du Connecticut | Primaire républicaine du Connecticut | Primaire républicaine du Connecticut | Primaire républicaine du Connecticut |
| Candidat                             | Candidat                             | Votes                                | Pourcentage                          | Délégués nationaux                   |
| ------------------------------------ | ------------------------------------ | ------------------------------------ | ------------------------------------ | ------------------------------------ |
| John McCain                          | John McCain                          | 78,741                               | 52 %                                 | 27                                   |
| Mitt Romney                          | Mitt Romney                          | 49,851                               | 33 %                                 | 0                                    |
| Mike Huckabee                        | Mike Huckabee                        | 10,591                               | 7 %                                  | 0                                    |
| Ron Paul                             | Ron Paul                             | 6,092                                | 4 %                                  | 0                                    |
| Rudy Giuliani                        | Rudy Giuliani                        | 2,470                                | 2 %                                  | 0                                    |
| Autres                               | Autres                               | 2,414                                | 2 %                                  | 0                                    |
| Total                                | Total                                | 170,159                              | 100 %                                | 27                                   |

### Dakota du Nord
- Caucus : 5 février
- Nombre de délégués nationaux : 26

| Candidate     | Votes | %    | Délégués |
| ------------- | ----- | ---- | -------- |
| Mitt Romney   | 3490  | 36 % | 8        |
| John McCain   | 2224  | 23 % | 5        |
| Ron Paul      | 2082  | 21 % | 5        |
| Mike Huckabee | 1947  | 20 % | 5        |
| Rudy Giuliani | x     | -    | 0        |
| Duncan Hunter | x     | -    | 0        |
| Fred Thompson | x     | -    | 0        |
| Autres        | x     | -    | 0        |

### Delaware
- Primaire : 5 février
- Nombre de délégués nationaux : 18

| Primaire républicaine du Delaware, 2008 | Primaire républicaine du Delaware, 2008 | Primaire républicaine du Delaware, 2008 | Primaire républicaine du Delaware, 2008 | Primaire républicaine du Delaware, 2008 |
| Candidat                                | Candidat                                | Votes                                   | Pourcentage                             | Délégués nationaux                      |
| --------------------------------------- | --------------------------------------- | --------------------------------------- | --------------------------------------- | --------------------------------------- |
| John McCain                             | John McCain                             | 22,626                                  | 45,20 %                                 | 18                                      |
| Mitt Romney                             | Mitt Romney                             | 16,344                                  | 32,65 %                                 | 0                                       |
| Mike Huckabee                           | Mike Huckabee                           | 7,706                                   | 15,39 %                                 | 0                                       |
| Ron Paul                                | Ron Paul                                | 2,131                                   | 4,26 %                                  | 0                                       |
| Rudy Giuliani                           | Rudy Giuliani                           | 1,255                                   | 2,51 %                                  | 0                                       |
| Total                                   | Total                                   | 50,062                                  | 100,00 %                                | 18                                      |

### Géorgie
- Primaire : 5 février
- Nombre de délégués nationaux : 72

| Primaire républicaine de Géorgie, 2008 | Primaire républicaine de Géorgie, 2008 | Primaire républicaine de Géorgie, 2008 | Primaire républicaine de Géorgie, 2008 | Primaire républicaine de Géorgie, 2008 |
| Candidat                               | Candidat                               | Votes                                  | Pourcentage                            | Délégués nationaux                     |
| -------------------------------------- | -------------------------------------- | -------------------------------------- | -------------------------------------- | -------------------------------------- |
| Mike Huckabee                          | Mike Huckabee                          | 300,831                                | 34,25 %                                | 0                                      |
| John McCain                            | John McCain                            | 286,007                                | 32,56 %                                | 0                                      |
| Mitt Romney                            | Mitt Romney                            | 260,358                                | 29,64 %                                | 0                                      |
| Ron Paul                               | Ron Paul                               | 25,012                                 | 2,85 %                                 | 0                                      |
| Rudy Giuliani                          | Rudy Giuliani                          | 6,150                                  | 0,70 %                                 | 0                                      |
| Total                                  | Total                                  | 878,358                                | 100,00 %                               | 72                                     |

### Illinois
- Primaire : 5 février
- Nombre de délégués nationaux: 57

Les républicains de l'Illinois désigneront encore 10 autres délégués en juin.
| Primaire républicaine de l'Illinois, 2008 | Primaire républicaine de l'Illinois, 2008 | Primaire républicaine de l'Illinois, 2008 | Primaire républicaine de l'Illinois, 2008 | Primaire républicaine de l'Illinois, 2008 |
| Candidat                                  | Candidat                                  | Votes                                     | Pourcentage                               | Délégués nationaux                        |
| ----------------------------------------- | ----------------------------------------- | ----------------------------------------- | ----------------------------------------- | ----------------------------------------- |
| John McCain                               | John McCain                               | 424,071                                   | 47 %                                      | 54                                        |
| Mitt Romney                               | Mitt Romney                               | 256,805                                   | 29 %                                      | 2                                         |
| Mike Huckabee                             | Mike Huckabee                             | 147,626                                   | 17 %                                      | 0                                         |
| Ron Paul                                  | Ron Paul                                  | 45,166                                    | 5 %                                       | 0                                         |
| Rudy Giuliani                             | Rudy Giuliani                             | 11,314                                    | 1 %                                       | 0                                         |
| Total                                     | Total                                     | 893,932                                   | 100,00 %                                  | 56                                        |

### Massachusetts
- Primaire : 5 février
- Nombre de délégués nationaux : 40

| Primaire républicaine du Massachusetts, 2008 | Primaire républicaine du Massachusetts, 2008 | Primaire républicaine du Massachusetts, 2008 | Primaire républicaine du Massachusetts, 2008 | Primaire républicaine du Massachusetts, 2008 |
| Candidat                                     | Candidat                                     | Votes                                        | Pourcentage                                  | Délégués nationaux                           |
| -------------------------------------------- | -------------------------------------------- | -------------------------------------------- | -------------------------------------------- | -------------------------------------------- |
| Mitt Romney                                  | Mitt Romney                                  | 255,248                                      | 51 %                                         | 21                                           |
| John McCain                                  | John McCain                                  | 204,027                                      | 41 %                                         | 17                                           |
| Mike Huckabee                                | Mike Huckabee                                | 19,168                                       | 4 %                                          | 0                                            |
| Ron Paul                                     | Ron Paul                                     | 13,210                                       | 3 %                                          | 0                                            |
| Rudy Giuliani                                | Rudy Giuliani                                | 2,643                                        | 1 %                                          | 0                                            |
| Sans préférence                              | Sans préférence                              | 1,875                                        | 0 %                                          | 0                                            |
| Total                                        |                                              |                                              |                                              |                                              |

### Minnesota
- Caucus : 5 février
- Nombre de délégués nationaux: 0

Le résultat du Caucus n'est qu'indicatif et le nombre de délégués sera assigné lors des conventions de mai et juin 2008.
| Candidat      | Votes  | Pourcentage | Délégués |
| ------------- | ------ | ----------- | -------- |
| Mitt Romney   | 25,702 | 41,93 %     | 36       |
| John McCain   | 13,552 | 22,11 %     | 0        |
| Mike Huckabee | 12,322 | 20,10 %     | 0        |
| Ron Paul      | 9,717  | 15,85 %     | 0        |
| Rudy Giuliani | 0      | 0 %         | 0        |
| Total         | 61,293 | 100 %       | 36       |

### Missouri
- Primaire : 5 février
- Nombre de délégués nationaux:58

| Primaire républicaine du Missouri, 2008 | Primaire républicaine du Missouri, 2008 | Primaire républicaine du Missouri, 2008 | Primaire républicaine du Missouri, 2008 | Primaire républicaine du Missouri, 2008 |
| Candidat                                | Candidat                                | Votes                                   | Pourcentage                             | Délégués nationaux                      |
| --------------------------------------- | --------------------------------------- | --------------------------------------- | --------------------------------------- | --------------------------------------- |
| John McCain                             | John McCain                             | 194,119                                 | 32,97 %                                 | 58                                      |
| Mike Huckabee                           | Mike Huckabee                           | 185,573                                 | 31,51 %                                 | 0                                       |
| Mitt Romney                             | Mitt Romney                             | 172,390                                 | 29,28 %                                 | 0                                       |
| Ron Paul                                | Ron Paul                                | 26,427                                  | 4,49 %                                  | 0                                       |
| Rudy Giuliani                           | Rudy Giuliani                           | 3,593                                   | 0,61 %                                  | 0                                       |
| Fred Thompson                           | Fred Thompson                           | 3,100                                   | 0,53 %                                  | 0                                       |
| Alan Keyes                              | Alan Keyes                              | 894                                     | 0,15 %                                  | 0                                       |
| Duncan Hunter                           | Duncan Hunter                           | 306                                     | 0,05 %                                  | 0                                       |
| Tom Tancredo                            | Tom Tancredo                            | 107                                     | 0,02 %                                  | 0                                       |
| Autres                                  | Autres                                  | 257                                     | 0,04 %                                  | 0                                       |
| Sans nom                                | Sans nom                                | 2,083                                   | 0,35 %                                  | 0                                       |
| Total                                   | Total                                   | 588,849                                 | 100,00 %                                | 58                                      |

### Montana
- Caucus : 5 février
- Nombre de délégués nationaux : 25

| Candidat      | Délégués d'état | %    | Délégués |
| ------------- | --------------- | ---- | -------- |
| Mitt Romney   | 625             | 38 % | 25       |
| Ron Paul      | 400             | 25 % | 0        |
| John McCain   | 358             | 22 % | 0        |
| Mike Huckabee | 245             | 15 % | 0        |

### New Jersey
- Primaire : 5 février
- Nombre de délégués nationaux : 52

| Primaire républicaine du New Jersey, 2008 | Primaire républicaine du New Jersey, 2008 | Primaire républicaine du New Jersey, 2008 | Primaire républicaine du New Jersey, 2008 | Primaire républicaine du New Jersey, 2008 |
| Candidat                                  | Candidat                                  | Votes                                     | Pourcentage                               | Délégués nationaux                        |
| ----------------------------------------- | ----------------------------------------- | ----------------------------------------- | ----------------------------------------- | ----------------------------------------- |
| John McCain                               | John McCain                               | 310,427                                   | 55 %                                      | 52                                        |
| Mitt Romney                               | Mitt Romney                               | 158,974                                   | 28 %                                      | 0                                         |
| Mike Huckabee                             | Mike Huckabee                             | 45,781                                    | 8 %                                       | 0                                         |
| Ron Paul                                  | Ron Paul                                  | 26,952                                    | 5 %                                       | 0                                         |
| Rudy Giuliani                             | Rudy Giuliani                             | 14,721                                    | 3 %                                       | 0                                         |
| Total                                     | Total                                     | 556,855                                   | 100,00 %                                  | 52                                        |

### New York
- Primaire : 5 février
- Nombre de délégués nationaux :87

Le comité républicain de New York désignera encore 11 autres délégués en mai 2008. 
| Primaire républicaine de New York, 2008 | Primaire républicaine de New York, 2008 | Primaire républicaine de New York, 2008 | Primaire républicaine de New York, 2008 | Primaire républicaine de New York, 2008 |
| Candidat                                | Candidat                                | Votes                                   | Pourcentage                             | Délégués nationaux                      |
| --------------------------------------- | --------------------------------------- | --------------------------------------- | --------------------------------------- | --------------------------------------- |
| John McCain                             | John McCain                             | 310,814                                 | 51 %                                    | 101                                     |
| Mitt Romney                             | Mitt Romney                             | 168,801                                 | 29 %                                    | 0                                       |
| Mike Huckabee                           | Mike Huckabee                           | 65,648                                  | 17 %                                    | 0                                       |
| Ron Paul                                | Ron Paul                                | 39,918                                  | 5 %                                     | 0                                       |
| Rudy Giuliani                           | Rudy Giuliani                           | 18,556                                  | 1 %                                     | 0                                       |
| Total                                   | Total                                   | 603,737                                 | 100,00 %                                | 101                                     |

### Oklahoma
- Primaire : 5 février
- Nombre de délégués nationaux : 38

| Candidat             | Votes   | Pourcentage | Délégués |
| -------------------- | ------- | ----------- | -------- |
| John McCain          | 122,748 | 36,64 %     | 32       |
| Mike Huckabee        | 111,865 | 33,39 %     | 6        |
| Mitt Romney          | 83,018  | 24,78 %     | 0        |
| Ron Paul             | 11,179  | 3,34 %      | 0        |
| Rudy Giuliani        | 2,412   | 0,72 %      | 0        |
| Fred Thompson        | 1,924   | 0,57 %      | 0        |
| Alan Keyes           | 817     | 0,24 %      | 0        |
| Jerry R. Curry       | 387     | 0,12 %      | 0        |
| Duncan Hunter        | 317     | 0,09 %      | 0        |
| Tom Tancredo         | 189     | 0,06 %      | 0        |
| Daniel Ayers Gilbert | 124     | 0,04 %      | 0        |
| Total                | 334,980 | 100 %       | 38       |

### Tennessee
- Primaire : 5 février
- Nombre de délégués nationaux : 40

En avril 2008, 12 autres délégués seront désignés par le comité républicain du Tennessee.
| Election primaire républicaine du Tennessee |         |             |                    |
| Candidats                                   | Votes   | Pourcentage | Nombre de délégués |
| Mike Huckabee                               | 189,443 | 34,47 %     | 25                 |
| John McCain                                 | 174,763 | 31,80 %     | 19                 |
| Mitt Romney                                 | 129,722 | 23,61 %     | 8                  |
| Ron Paul                                    | 30,730  | 5,59 %      | 0                  |
| Fred Thompson                               | 16,044  | 2,92 %      | 0                  |
| Rudy Giuliani                               | 5,100   | 0,93 %      | 0                  |
| Sans nom                                    | 1,812   | 0,33 %      | 0                  |
| Duncan Hunter                               | 738     | 0,13 %      | 0                  |
| Tom Tancredo                                | 192     | 0,03 %      | 0                  |
| Autres                                      | 971     | 0,18 %      | 0                  |
| Total                                       | 549,515 | 100 %       | 52                 |

### Utah
- Primaire : 5 février
- Nombre de délégués nationaux : 36

| Primaire républicaine de l'Utah, 2008 | Primaire républicaine de l'Utah, 2008 | Primaire républicaine de l'Utah, 2008 | Primaire républicaine de l'Utah, 2008 | Primaire républicaine de l'Utah, 2008 |
| Candidat                              | Candidat                              | Votes                                 | Pourcentage                           | Délégués nationaux                    |
| ------------------------------------- | ------------------------------------- | ------------------------------------- | ------------------------------------- | ------------------------------------- |
| Mitt Romney                           | Mitt Romney                           | 255,218                               | 90 %                                  | 36                                    |
| John McCain                           | John McCain                           | 15,264                                | 5 %                                   | 0                                     |
| Ron Paul                              | Ron Paul                              | 8,295                                 | 3 %                                   | 0                                     |
| Mike Huckabee                         | Mike Huckabee                         | 4,054                                 | 1 %                                   | 0                                     |
| Rudy Giuliani                         | Rudy Giuliani                         | 928                                   | 0 %                                   | 0                                     |
| Total                                 | Total                                 | 283,759                               | 100,00 %                              | 36                                    |

### Virginie-Occidentale
- Caucus : 5 février
- Nombre de délégués nationaux : 18

La Virginie-Occidentale désignera encore 9 autres délégués en mai 2008 au cours d'une élection primaire.
| Primaire républicain de Virginie Occidentale, 2008 | Primaire républicain de Virginie Occidentale, 2008 | Primaire républicain de Virginie Occidentale, 2008 | Primaire républicain de Virginie Occidentale, 2008 | Primaire républicain de Virginie Occidentale, 2008 |
| Candidat                                           | Candidat                                           | Délégués de l'état                                 | Pourcentage                                        | Délégués nationaux                                 |
| -------------------------------------------------- | -------------------------------------------------- | -------------------------------------------------- | -------------------------------------------------- | -------------------------------------------------- |
| Mike Huckabee                                      | Mike Huckabee                                      | 567                                                | 51,55 %                                            | 18 (15)                                            |
| Mitt Romney                                        | Mitt Romney                                        | 521                                                | 47,36 %                                            | 0                                                  |
| John McCain                                        | John McCain                                        | 12                                                 | 1,09 %                                             | 0                                                  |
| Ron Paul                                           | Ron Paul                                           | 0                                                  | 0,00 %                                             | 0 (3)                                              |
| Rudy Giuliani                                      | Rudy Giuliani                                      | 0                                                  | 0,00 %                                             | 0                                                  |
| Total                                              | Total                                              | 1,100                                              | 100 %                                              | 18                                                 |

### Kansas
- Caucus : 9 février
- Nombre de délégués nationaux: 36

| Caucus républicain du Kansas, 2008 | Caucus républicain du Kansas, 2008 | Caucus républicain du Kansas, 2008 | Caucus républicain du Kansas, 2008 | Caucus républicain du Kansas, 2008 |
| Candidat                           | Candidat                           | Votes                              | Pourcentage                        | Délégués nationaux                 |
| ---------------------------------- | ---------------------------------- | ---------------------------------- | ---------------------------------- | ---------------------------------- |
| Mike Huckabee                      | Mike Huckabee                      | 11,627                             | 60 %                               | 33                                 |
| John McCain                        | John McCain                        | 4,587                              | 24 %                               | 0                                  |
| Ron Paul                           | Ron Paul                           | 2,182                              | 11 %                               | 0                                  |
| Mitt Romney                        | Mitt Romney                        | 653                                | 3 %                                | 0                                  |
| Alan Keyes                         | Alan Keyes                         | 288                                | 1 %                                | 0                                  |
| Sans nom                           | Sans nom                           | 84                                 | 0 %                                | 0                                  |
| Fred Thompson                      | Fred Thompson                      | 61                                 | 0 %                                | 0                                  |
| Rudy Giuliani                      | Rudy Giuliani                      | 34                                 | 0 %                                | 0                                  |
| Total                              | Total                              | 19,516                             | 100 %                              | 36                                 |

Le comité républicain du Kansas désignera encore 3 autres délégués en mai 2008.

### Louisiane
- Caucus : 22 janvier et primaires : 9 février

| Candidat      | Votes (primaires) | Pourcentage | Délégués |
| ------------- | ----------------- | ----------- | -------- |
| Mike Huckabee | 69,665            | 44,63 %     | 0        |
| John McCain   | 67,609            | 43,31 %     | 0        |
| Mitt Romney   | 10,232            | 6,55 %      | 0        |
| Ron Paul      | 8,595             | 5,5 %       | 0        |
| Total         | 156,101           | 100 %       | 0        |

Le système particulier aux élections primaires de Louisiane n'a pas permis de désigner immédiatement la répartition exacte des délégués assignés. Comme aucun candidat n'a remporté plus de 50 % des suffrages, ce sera à la convention du parti républicain de Louisiane de les répartir. Lors du Caucus du mois de janvier, John McCain a remporté les 15 délégués qui étaient en jeu.

### Washington
- Caucus : 9 février
- Nombre de délégués : 18

| Candidat      | Délégués d'état | Pourcentage | Délégués |
| ------------- | --------------- | ----------- | -------- |
| John McCain   | 3,468           | 25,74 %     | 0        |
| Mike Huckabee | 3,226           | 23,94 %     | 0        |
| Ron Paul      | 2,799           | 20,77 %     | 0        |
| Mitt Romney   | 2,253           | 16,72 %     | 0        |
| Autres        | 1,729           | 12,83 %     | 0        |
| Total         | 13,475          | 100 %       | 0        |

Un nombre de délégués complémentaires seront désignés lors d'une élection primaire le 19 février 2008.

### District de Columbia
- Primaire : 12 février
- Nombre de délégués nationaux : 16

| Candidate     | Votes | Pourcentage | Délégués |
| ------------- | ----- | ----------- | -------- |
| John McCain   | 3,929 | 68,8 %      | 16       |
| Mike Huckabee | 961   | 16,83 %     | 0        |
| Ron Paul      | 471   | 8,25 %      | 0        |
| Mitt Romney   | 350   | 6,13 %      | 0        |
| Total         | 5,711 | 100 %       | 16       |

### Maryland
- Primaire : 12 février
- Nombre de délégués nationaux : 37

| Candidat      | Votes   | Pourcentage | Délégués |
| ------------- | ------- | ----------- | -------- |
| John McCain   | 93,731  | 56,76 %     | 13       |
| Mike Huckabee | 51,379  | 31,11 %     | 0        |
| Mitt Romney   | 10,550  | 6,39 %      | 0        |
| Ron Paul      | 9,476   | 5,74 %      | 0        |
| Total         | 165,136 | 100 %       | 13       |

### Virginie
- Primaire : 12 février
- Nombre total de délégués nationaux : 63

| Candidat      | Votes   | Pourcentage | Délégués |
| ------------- | ------- | ----------- | -------- |
| John McCain   | 242,419 | 50,63 %     | 60       |
| Mike Huckabee | 197,476 | 41,25 %     | 0        |
| Ron Paul      | 21,900  | 4,57 %      | 0        |
| Mitt Romney   | 16,985  | 3,55 %      | 0        |
| Total         | 478,780 | 100 %       | 60       |

### Wisconsin
- Primaire : 19 février
- Nombre de délégués nationaux : 37

| Election primaire républicaine du Wisconsin, 2008 | Election primaire républicaine du Wisconsin, 2008 | Election primaire républicaine du Wisconsin, 2008 | Election primaire républicaine du Wisconsin, 2008 | Election primaire républicaine du Wisconsin, 2008 |
| Candidats                                         | Candidats                                         | Votes                                             | Pourcentage                                       | Délégués nationaux assignés                       |
| ------------------------------------------------- | ------------------------------------------------- | ------------------------------------------------- | ------------------------------------------------- | ------------------------------------------------- |
| John McCain                                       | John McCain                                       | 224 209                                           | 55,69 %                                           | 31                                                |
| Mike Huckabee                                     | Mike Huckabee                                     | 151 181                                           | 37,55 %                                           | 0                                                 |
| Ron Paul                                          | Ron Paul                                          | 19 146                                            | 4,76 %                                            | 0                                                 |
| Mitt Romney                                       | Mitt Romney                                       | 8 082                                             | 2,00 %                                            | 0                                                 |
| Total                                             | Total                                             | 402 618                                           | 100,00 %                                          | 31                                                |

### Washington
- Primaire : 19 février
- Nombre de délégués nationaux : 19

Ces 19 délégués s'ajoutent au 18 choisis lors d'un caucus tenu le 9 février 2008.
| Primaire républicaine de Washington, 2008 | Primaire républicaine de Washington, 2008 | Primaire républicaine de Washington, 2008 | Primaire républicaine de Washington, 2008 | Primaire républicaine de Washington, 2008 |
| Candidats                                 | Candidats                                 | Votes                                     | Pourcentage                               | Délégués assignés                         |
| ----------------------------------------- | ----------------------------------------- | ----------------------------------------- | ----------------------------------------- | ----------------------------------------- |
| John McCain                               | John McCain                               | 202 219                                   | 49,11 %                                   | 16                                        |
| Mike Huckabee                             | Mike Huckabee                             | 90 988                                    | 22,10 %                                   | 0                                         |
| Mitt Romney                               | Mitt Romney                               | 77 925                                    | 18,93 %                                   | 0                                         |
| Ron Paul                                  | Ron Paul                                  | 30 577                                    | 7,43 %                                    | 0                                         |
| Rudy Giuliani                             | Rudy Giuliani                             | 4 117                                     | 1,00 %                                    | 0                                         |
| Fred Thompson                             | Fred Thompson                             | 3 539                                     | 0,86 %                                    | 0                                         |
| Alan Keyes                                | Alan Keyes                                | 1 617                                     | 0,39 %                                    | 0                                         |
| Duncan Hunter                             | Duncan Hunter                             | 768                                       | 0,19 %                                    | 0                                         |
| Total                                     | Total                                     | 411 750                                   | 100,00 %                                  | 0                                         |

### American Samoa
- Caucus : 23 février
- Nombre de délégués : 6

### Îles Mariannes du Nord
- Caucus : 23 février
- Nombre de délégués : 9

| Caucus républicain des Îles Mariannes du Nord, 2008 | Caucus républicain des Îles Mariannes du Nord, 2008 | Caucus républicain des Îles Mariannes du Nord, 2008 | Caucus républicain des Îles Mariannes du Nord, 2008 | Caucus républicain des Îles Mariannes du Nord, 2008 |
| Candidats                                           | Candidats                                           | Votes                                               | Pourcentage                                         | Délégués nationaux                                  |
| --------------------------------------------------- | --------------------------------------------------- | --------------------------------------------------- | --------------------------------------------------- | --------------------------------------------------- |
| John McCain                                         | John McCain                                         | 105                                                 | 91,30 %                                             | 9                                                   |
| Mike Huckabee                                       | Mike Huckabee                                       | 5                                                   | 4,38 %                                              | 0                                                   |
| Ron Paul                                            | Ron Paul                                            | 5                                                   | 4,38 %                                              | 0                                                   |
| Mitt Romney                                         | Mitt Romney                                         | 0                                                   | 0,00 %                                              | 0                                                   |
| Total                                               | Total                                               | 115                                                 | 100,00 %                                            | 9                                                   |

### Puerto Rico
- Caucus : 24 février
- Nombre de délégués : 20

| Caucus républicain de Puerto Rico, 2008 | Caucus républicain de Puerto Rico, 2008 | Caucus républicain de Puerto Rico, 2008 | Caucus républicain de Puerto Rico, 2008 | Caucus républicain de Puerto Rico, 2008 |
| Candidats                               | Candidats                               | Votes                                   | Pourcentage                             | Délégués nationaux                      |
| --------------------------------------- | --------------------------------------- | --------------------------------------- | --------------------------------------- | --------------------------------------- |
| John McCain                             | John McCain                             | 188                                     | 90,38 %                                 | 20                                      |
| Mike Huckabee                           | Mike Huckabee                           | 10                                      | 4,80 %                                  | 0                                       |
| Ron Paul                                | Ron Paul                                | 9                                       | 4,32 %                                  | 0                                       |
| Mitt Romney                             | Mitt Romney                             | 0                                       | 0,00 %                                  | 0                                       |
| Total                                   | Total                                   | 208                                     | 100,00 %                                | 20                                      |

### Ohio
- Primaire : 4 mars

### Rhode Island
- Primaire : 4 mars
- Nombre de délégués nationaux : 17

| Election primaire républicaine de Rhode Island, 2008 | Election primaire républicaine de Rhode Island, 2008 | Election primaire républicaine de Rhode Island, 2008 | Election primaire républicaine de Rhode Island, 2008 | Election primaire républicaine de Rhode Island, 2008 |
| Candidats                                            | Candidats                                            | Votes                                                | Pourcentage                                          | Délégués nationaux                                   |
| ---------------------------------------------------- | ---------------------------------------------------- | ---------------------------------------------------- | ---------------------------------------------------- | ---------------------------------------------------- |
| John McCain                                          | John McCain                                          | 17,468                                               | 68,1 %                                               | 13                                                   |
| Mike Huckabee                                        | Mike Huckabee                                        | 5,839                                                | 22,8 %                                               | 4                                                    |
| Ron Paul                                             | Ron Paul                                             | 1,775                                                | 6,9 %                                                | 0                                                    |
| Sans nom                                             | Sans nom                                             | 567                                                  | 2,2 %                                                | 0                                                    |
| Total                                                | Total                                                | 25,649                                               | 100                                                  | 17                                                   |

### Texas
- Primaire : 4 mars
- Nombre de délégués nationaux : 137

| Election primaire républicaine du Texas, 2008 | Election primaire républicaine du Texas, 2008 | Election primaire républicaine du Texas, 2008 | Election primaire républicaine du Texas, 2008 | Election primaire républicaine du Texas, 2008 |
| Candidats                                     | Candidats                                     | Votes                                         | Pourcentage                                   | Délégués nationaux                            |
| --------------------------------------------- | --------------------------------------------- | --------------------------------------------- | --------------------------------------------- | --------------------------------------------- |
| John McCain                                   | John McCain                                   | 707,622                                       | 51 %                                          | 80                                            |
| Mike Huckabee                                 | Mike Huckabee                                 | 521,950                                       | 38 %                                          | 16                                            |
| Ron Paul                                      | Ron Paul                                      | 69,824                                        | 5 %                                           | 0                                             |
| Total                                         | Total                                         | 1,380,907                                     | 94 %                                          | 96                                            |

### Vermont
- Primaire : 4 mars
- Nombre de délégués nationaux 17

| Election primaire républicaine du Vermont,2008 | Election primaire républicaine du Vermont,2008 | Election primaire républicaine du Vermont,2008 | Election primaire républicaine du Vermont,2008 | Election primaire républicaine du Vermont,2008 |
| Candidats                                      | Candidats                                      | Votes                                          | Pourcentage                                    | Délégués nationaux                             |
| ---------------------------------------------- | ---------------------------------------------- | ---------------------------------------------- | ---------------------------------------------- | ---------------------------------------------- |
| John McCain                                    | John McCain                                    | 28,488                                         | 77,6 %                                         | 17                                             |
| Mike Huckabee                                  | Mike Huckabee                                  | 5,615                                          | 15,3 %                                         | 0                                              |
| Ron Paul                                       | Ron Paul                                       | 2,627                                          | 7,1 %                                          | 0                                              |
| Total                                          | Total                                          | 36,730                                         | 100 %                                          | 17                                             |

Mike Huckabee se retire de la course présidentielle. John McCain est assuré de l'investiture républicaine.

### Guam
- Caucus : 8 mars
- 6 délégués nationaux (tous attribués à John McCain)

### Mississippi
- Primaire : 11 mars

### Pennsylvanie
- Primaire : 22 avril

### Caroline du Nord
- Primaire : 6 mai

### Indiana
- Primaire : 6 mai

### Wyoming
- Primaire : 10 mai

### Nebraska
- Primaire : 13 mai

### Virginie-Occidentale
- Primaire : 13 mai

### Kentucky
- Primaire : 20 mai

### Oregon
- Primaire : 20 mai

### Idaho
- Primaire : 27 mai

### Dakota du Sud
- Primaire : 3 juin

### Nouveau-Mexique
- Primaire : 3 juin